# John Kitzhaber
John Albert Kitzhaber (n. 5 martie 1947, Colfax, Washington) este un politician american care a fost guvernator al statului Oregon în perioada 9 ianuarie 1995 - 13 ianuarie 2003 și care este actualul guvernator al aceluiași stat începând cu 10 ianuarie 2011, când l-a înlocuit pe Ted Kulongoski. 

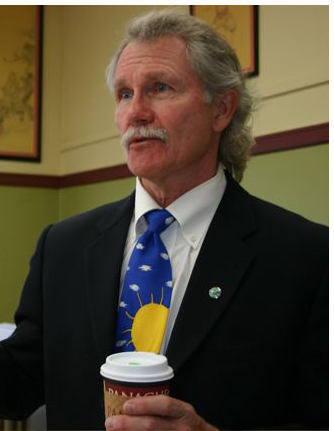
John Kitzhaber pe 14 martie 2008